# Jezioro Konarzewskie
Jezioro Konarzewskie (także: jezioro Konarzewo) – jezioro polodowcowe zlokalizowane w gminie Dopiewo, w powiecie poznańskim, na Wysoczyźnie Grodziskiej.

## Charakterystyka
Powierzchnia jeziora wynosi 2,97 ha lub 3,11 ha, a długość linii brzegowej to 960 m. Znajduje się na cieku bez nazwy w zlewni Samicy Stęszewskiej, w rynnie, w której znajdują się jeszcze cztery inne jeziora (najbliższe, na wschód – Rosnowskie Duże). Ze wszystkich stron akwen otoczony jest polami uprawnymi, a wzdłuż jego brzegów występują łąki i oczerety. Ma wysoki poziom biogenów w osadach oraz wysoką trofię wody.
Gospodarzem wody jest Okręg PZW Poznań (koło "Wierzbak" z Poznania).
W pobliżu południowego brzegu przebiega Szlak rowerowy gminy Dopiewo (niebieski). Na wschód od jeziora znajduje się granica Wielkopolskiego Parku Narodowego.